# Azeglio Vicini
Pour les articles homonymes, voir Vicini.
Azeglio Vicini (né le 20 mars 1933 à Cesena en Émilie-Romagne et mort le 30 janvier 2018 à Brescia en Lombardie) est un entraîneur de football Italien.

## Biographie
Entraîneur de l'équipe d'Italie des moins de 21 ans de 1977 à 1986, Azeglio Vicini prend ensuite la succession d'Enzo Bearzot en tant que sélectionneur de l'équipe d'Italie. Il conduira la Squadra azzurra en demi-finale du Championnat d'Europe des nations 1988 et à la troisième place de la coupe du monde 1990, jouée à domicile.
Après la défaite de l'Italie à Oslo, contre la Norvège, le 5 juin 1991, lors des éliminatoires de l'Euro 1992, il est remplacé par Arrigo Sacchi.